# Čikule
Čikule (szerbül: Чикуле), falu Gradiška községben, Bosznia-Hercegovinában, Bosanska krajina területén, a Szerb Köztársaságban. 

## Fekvése
Bosznia-Hercegovina északi részén, Banja Lukától légvonalban 36, közúton 43 km-re északra, községközpontjától légvonalban 5, közúton 8 km-re délre, 94-95 méteres magasságban, a Jurkovica folyótól keletre elterülő Talovački polje síkságán fekszik.

## Népessége
| Nemzetiségi csoport | Népesség 1991 | Népesség 2013 |
| ------------------- | ------------- | ------------- |
| Szerb               | 0             | 1             |
| Bosnyák             | 361           | 268           |
| Horvát              | 0             | 1             |
| Jugoszláv           | 3             | 0             |
| Egyéb               | 5             | 4             |
| Összesen            | 369           | 274           |

## Története
Ezen a helyen volt egykor bazár állt, mivel itt keresztül vezetett a Banja Lukából Bosanska Gradiškába vezető főút, majd a Száva folyón át tovább vezetett Szlavóniába és Magyarországra. Čikulét utazók, üzletemberek és kereskedők látogatták. Az idősebb lakosok szerint Čikulénak egykor három kőtornya volt, amelyek maradványait sokáig látni lehetett, de az idő pusztítása és a figyelmetlenség miatt ezek a tornyok eltűntek (talán ezekről a tornyokról kapta a hely a Čikule nevet). Ezek az adatok azt mutatják, hogy ez a terület korábban meglehetősen lakott és beépített volt. Első mecsetét 1787-ben említik. 16 méter magas, jellegzetesen keskeny, fából készült minaretje volt. Külső megjelenése és kis méretei miatt ez a mecset inkább türbére hasonlított, és az iszlám közösség területén a legszebb régi mecsetnek számított. A mecset mellett volt egy kis hárem, több gyönyörűen feldíszített fülkével. 1990-ben a mecsetet átalakították, majd 1993-ban, mint az összes többi mecsetet a környéken felgyújtották és lerombolták.
A település 1878-ig tartozott az Oszmán Birodalomhoz, ekkor a berlini kongresszus határozata alapján az Osztrák-Magyar Monarchia része lett. 1879-ben az első osztrák-magyar népszámlálás során a Berbir községhez tartozó településnek 94 háztartása és 190 muszlim lakosa volt. 1910-ben a Bosanska Gradiškai járáshoz és Dubrava Turska községhez tartozó településen 38 háztartást és 115 muszlim lakost találtak. A monarchia szétesésével 1918-ban előbb a Szerb-Horvát-Szlovén Királyság, majd 1929-től a Jugoszláv Királyság része. Jugoszlávia megszállása után a település a Független Horvát Állam (NDH) része lett. A falu 1945-től a szocialista Jugoszlávia része volt. A boszniai háború idején a Boszniai Szerb Köztársaság része volt. A daytoni békeszerződést követő területfelosztásnál Bosanska Gradiška község részeként a Szerb Köztársaság területéhez került. 

## Nevezetességei
- Čikule település első mecsetét 1787-ben említik.[7] A boszni háború idején 1993. március 28-án éjjel lerombolták.[8] A čikulei mecsetet az újjáépítés után, 2012. július 15-én ünnepélyesen nyitották meg, minaretje 20 méter magas.